# Bouïnaksk
Bouïnaksk (en russe : Буйнакск) est une ville du Daghestan, une république de la fédération de Russie, et le centre administratif du raïon de Bouïnaksk. Sa population s'élevait à 65 658 habitants en 2020.

## Géographie
Bouïnaksk est située au bord de la rivière Choura-Ozen, à 37 km au sud-ouest de Makhatchkala et à 1 594 km au sud-est de Moscou.
La route entre Bouïnask et Makhatchkala est progressivement mise à quatre voies, avec des sections déjà ouverte en octobre 2023.

## Histoire
Bouïnaksk fut fondée en 1834 comme un avant-poste fortifié du nom de Temir-Khan-Choura (Темир-Хан-Шура), à proximité des ruines médiévales de Balanjar, au pied du Caucase. Elle devint capitale de l'oblast du Daghestan en 1860 et reçut le statut de ville en 1866. Elle était également chef-lieu administratif de l'okroug de Samour et comptait 9 200 habitants au recensement de 1897. En 1920, elle fut le centre de l'éphémère république montagnarde du Nord-Caucase. Le 13 novembre 1920, le gouvernement de la RSFS de Russie proclama l'autonomie du Daguestan au cours du congrès du peuple daguestani qui eut lieu à Temir-Khan-Choura. En 1922, la ville fut rebaptisée Bouïnaksk, en l'honneur du révolutionnaire Olloubiïa Bouïnakski.
La ville est gravement endommagée par un tremblement de terre le 4 mai 1970.

## Population

### Démographie
Recensements ou estimations de la population
| 1897* | 1926* | 1939*  | 1959*  | 1970*  | 1979*  |
| ----- | ----- | ------ | ------ | ------ | ------ |
| 9 214 | 9 504 | 22 081 | 32 956 | 37 946 | 46 566 |

| 1989*  | 2002*  | 2010*  | 2012   | 2013   | 2014   |
| ------ | ------ | ------ | ------ | ------ | ------ |
| 56 783 | 61 437 | 62 623 | 62 749 | 62 959 | 62 921 |

| 2015   | 2016   | 2017   | 2018   | 2019   | 2020   |
| ------ | ------ | ------ | ------ | ------ | ------ |
| 63 312 | 63 888 | 64 538 | 65 080 | 65 544 | 65 658 |

### Nationalités
Au recensement russe de 2002, la population de Bouïnaksk se composait de  :
- 46,0 % d'Avars
- 31,4 % de Koumyks
- 6,9 % de Laks
- 6,2 % de Darguines
- 6,0 % de Russes